# Гурт монеты

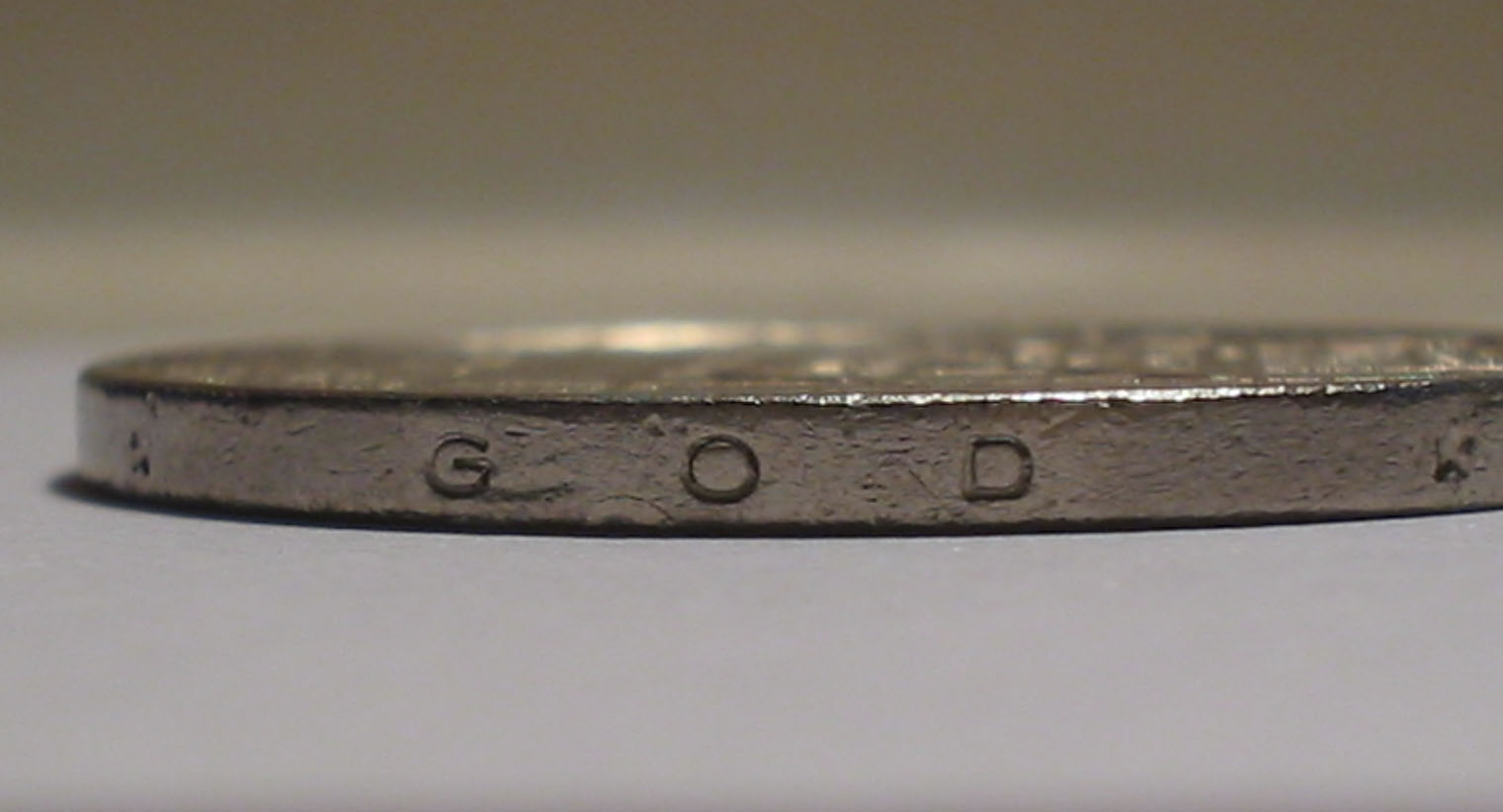
Рант (гурт) монеты

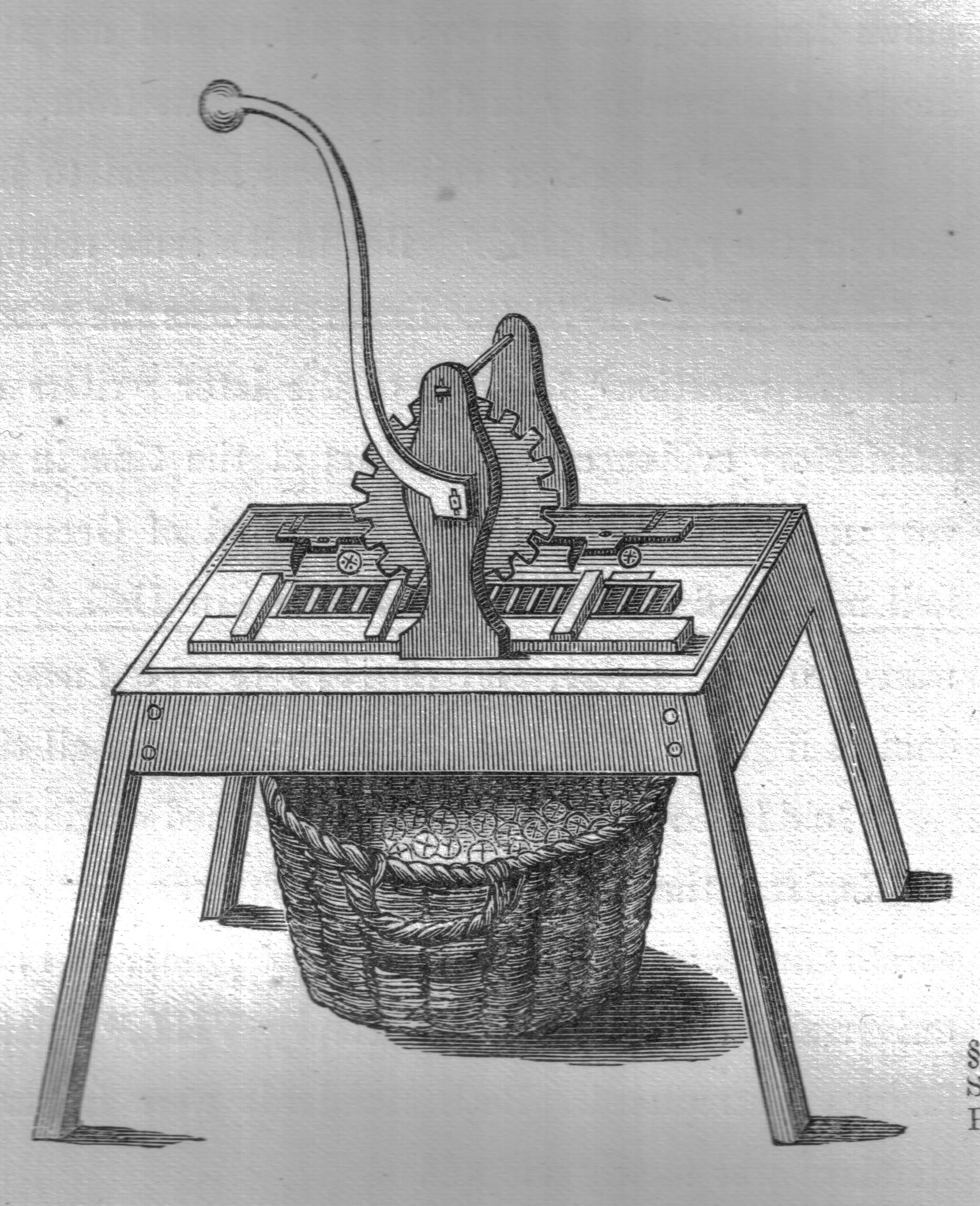
Гуртильный станок XIX века

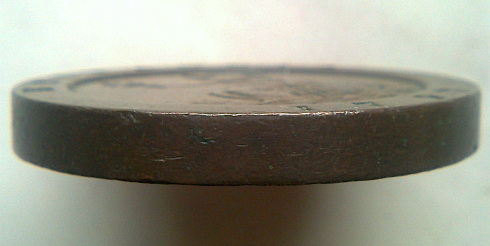
Гурт монеты два пенса, 1797 год, Великобритания, Георг III

Гурт (от нем. Gurt — ремень, пояс) или рант (от нем. Rand) — ребро монет, монетовидных жетонов, медалей и так далее.
Различают неоформленные и оформленные гурты.
Внешний вид неоформленного гурта зависит от технологии изготовления монеты — при чеканке на заранее изготовленных заготовках он напоминает плохо оформленный гладкий плоский цилиндр, при вырубке монеты из металлической полосы он напоминает плохо оформленный многогранник.

## История
Оформленный гурт появился в результате попыток владельцев монетных регалий защититься от порчи монеты, когда края монет из драгоценных металлов подпиливались или обрезались, и фальшивок, поскольку подделка гурта — дело трудоёмкое.
В начале гурт на всех монетах был гладким. В начале XVI века в Европе появилась машина для нанесения узоров на гурт.
Гурт монет небольших номиналов оставался гладким, так как их подделка мало кого могла заинтересовать.
Во второй половине XVI века во Франции изобрели разъёмное кольцо для нанесения на гурт надписей. Первая гуртовая надпись появилась на французских золотых экю в 1577 году.
Существует два основных способа получения оформленного гурта — чеканка в кольце и использование гуртильного станка. Наиболее распространённые виды оформленного гурта — гладкий, рубчатый (с нанесёнными по всей длине гурта засечками, перпендикулярными гурту) и гурт с надписью. Монеты сложной формы (многогранники, розетки) обычно имеют гладкий гурт.

### В России
Во второй половине XVIII века гурты рублей в России обрабатывались косой насечкой. С 1798 года на гурте монеты начали обозначать пробу металла, с 1810 года — лигатурный вес монеты, а с 1886 года — содержание в ней чистого серебра и инициалы монетных мастеров. С начала XIX века на гурте стали чеканить вместо выпуклых литер вдавленные.
На монетах 1709—1917 годов встречается шесть основных видов такого оформления: рубчатый гурт, шнуровидный гурт, сетчатый гурт, пунктирный гурт, узорный гурт и гурт с надписью.

## Основные виды гурта
Существует несколько типов гуртов монет. 0-й тип — гладкий гурт, 1-й тип — шнуровидный гурт, у которого сделан наклон насечки влево, 2-й тип — это пунктирный гурт. Рисунок гурта состоит из точек на гладком поле, также для образования рисунка могут использоваться наклонённые черточки. 3-й тип — это рубчатый гурт, который состоит из вертикальный черточек. 4-й тип означает гуртовую надпись, а 5-й тип — это сетчатый гурт. Рисунок сетчатого гурта состоит из выпуклых линий, которые переплетаются в виде косой сетки. 6-й тип — это шнуровидный гурт, у которого наклон насечки идет влево (что полностью идентично описанию гурта первого типа). Иногда для описания монет в книгах обозначают просто тип гурта, без дополнительных характеристик.
| Гурт                                                                     | Примеры | Изображение |
| ------------------------------------------------------------------------ | --- | ----------- |
| гладкий                                                                  | большинство монет низкого номинала: 1, 5 копеек с 1997 года и 10, 50 копеек с 2006 года (Россия), 1 евроцент, 1, 2 копейки (Украина)                                                          |             |
| с вырезом по всей длине гурта                                            | 2 евроцента |             |
| рифлёный                                                                 | 10, 50 копеек 1997—2006 годов, 1 рубль (Россия), 5 копеек (Украина), 10, 50 евроцентов |             |
| прерывисто-рубчатый (группы засечек, разделённые пространствами без них) | 2, 5, 10 рублей (Россия), 1 евро, 25, 50 копеек (Украина) |             |
| с наклонными засечками (т. н. шнуровкой)                                 | 10 юаней (Китай, инвестиционные «Панды», наклон влево) |             |
| с надписью (выпуклой или вдавленной)                                     | 1 доллар (США), 1 гривна (Украина, оборотные монеты) |             |
| сетчатый (с засечками, наклонёнными в разные стороны)                    | Денга 1748 года (Россия) |             |
| с узором                                                                 | |             |
| с комбинацией нескольких видов                                           | рифления с надписями (памятные биметаллические 10-рублёвые монеты, 2 евро); участки с разным количеством рифлений, чередующиеся с гладкими участками (10 рублей из стали с гальванопокрытием) |             |

Гурты монет
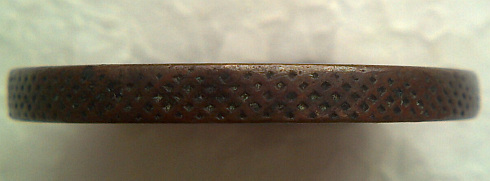
Сетчатый гурт. 2 эре, 1749 - Швеция, Фредрик I
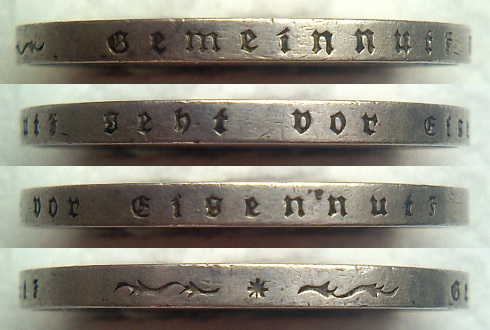
Вдавленная надпись. Германия, 1935 - 5 марок, гарнизонная церковь в Потсдаме
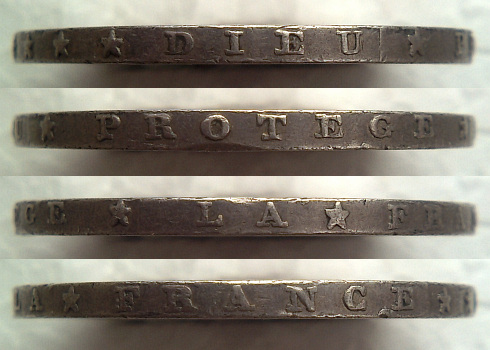
Выпуклая надпись. 5 франков, 1873, тип Геракл (Дюпре) - Третья Французская республика
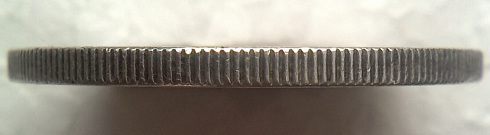
Рубчатый гурт. 1 йена, Япония, 1889, Муцухито (Мэйдзи)